# Tomás Regalado (Politiker, 1947)

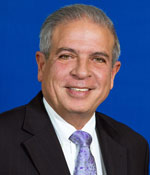
Tomás Regalado

Tomás Pedro Regalado (* 24. Mai 1947 in Havanna) ist ein kubanisch-amerikanischer Univision-Reporter und Politiker der Republikaner. Er war von 2009 bis 2017 amtierender Bürgermeister der Stadt Miami, Florida, und Nachfolger von Manny Diaz.

## Leben und Arbeit
Regalado wurde als erstes Kind von Tomás Regalado Molina and Carmen Rita Valdez de Regalado geboren. Im April 1962 wurden er und sein jüngerer Bruder Marcos  wegen der „Operation Peter Pan“ nach Miami geschickt.
Als Journalist war er bei mehreren amerikanischen Fernsehsendern wie NBC oder Channel 7 tätig.
2009 setzte er sich mit 72 % der Stimmen als Bürgermeister von Miami durch. 2017 übergab er sein Amt an Francis Suarez.